# Boletín (esperanto)

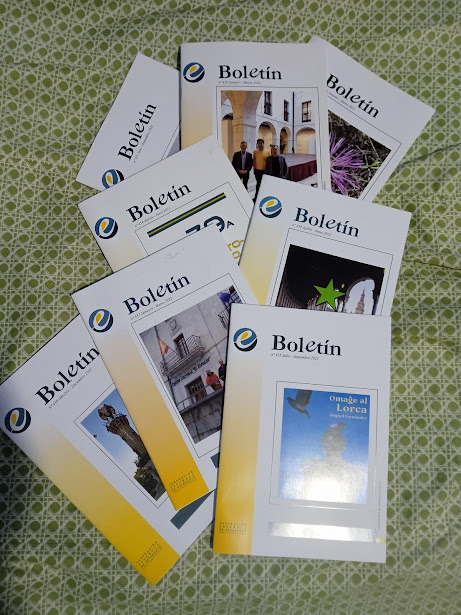

Boletín es una revista española escrita en esperanto. Es el órgano oficial de la Federación Española de Esperanto. A pesar de su cabecera en castellano, los textos aparecen casi siempre en la lengua internacional esperanto, excepto los que por imperativo legal se refieren al funcionamiento orgánico de la federación.

## Contenido
La revista tiene 32 páginas en formato DIN A4, en blanco y negro, y aparece trimestralmente. El contenido trata preferentemente sobre el movimiento esperantista en España (grupos locales, cursos, congresos, etc.), pero también informa sobre el movimiento esperantista internacional, aparición de esperanto en la prensa, temas sociales, etc.
Otros temas recurrentes son la investigación histórica sobre el movimiento esperantista en España y sus pioneros, reseñas de libros en y sobre el esperanto, editados en España, así como artículos de carácter literario, en los que aparecen textos de escritores que crean sus obras originalmente en esperanto, o bien de traducciones al esperanto de los mejores escritores de la literatura española, como Juan Ramón Jiménez, Federico García Lorca entre muchos otros.

## Historia
El primer número de Boletín salió en enero de 1949, poco después de la creación de la asociación, tras la desaparición de la mayoría de asociaciones esperantistas a consecuencia de la guerra civil y el clima de sospechas sobre las actividades relacionadas con la lengua internacional. Su primer director fue Luis Hernández Lahuerta. De 1989 a 1997 el director fue Antonio Marco Botella y después de ese año Miguel Gutiérrez Adúriz hasta 2005. De 2005 a 2006 el director fue Manuel Pancorbo, de 2006 a 2008 Jorge Pavón, de 2008 a 2010 Ángel Arquillos; de 2010 a 2012 Juanjo Vera. De 2012 en adelante (2022) el director es de nuevo Ángel Arquillos.
Hay colecciones de "Boletín" en diversas bibliotecas, más o menos completas.